# 399 f.Kr.

## Händelser

### Efter plats

#### Grekland
- 15 februari – Den grekiske filosofen Sokrates döms av atenska myndigheter till döden, för gudlöshet och fördärvande av ungdomen. Han vägrar gå i exil och tvingas därför ända sitt liv genom att dricka odört.
- Våren – Sparta framtvingar en kapitulation från staden Elis.
- Den spartanske amiralen Lysander försöker få till stånd en politisk revolution i Sparta genom att föreslå, att kungen inte automatiskt skall bli högste befälhavare för armén. Han föreslår också att kungaämbetet skall vara valbart. Han lyckas dock inte uppnå dessa reformer och faller i onåd hos stadens kung Agesilaios II.
- Kung Archelaios I av Makedonien dödas under en jakttur av sin älskare Krateros, en av de kungliga pagerna.

#### Egypten
- Kung Amyrtaios av Egypten besegras av sin efterträdare Neferites I av Mendes och avrättas i Memfis. Kung Neferites I, eller Nefaarud I, grundar Egyptens tjugonionde dynasti och gör Mendes till huvudstad.

## Avlidna

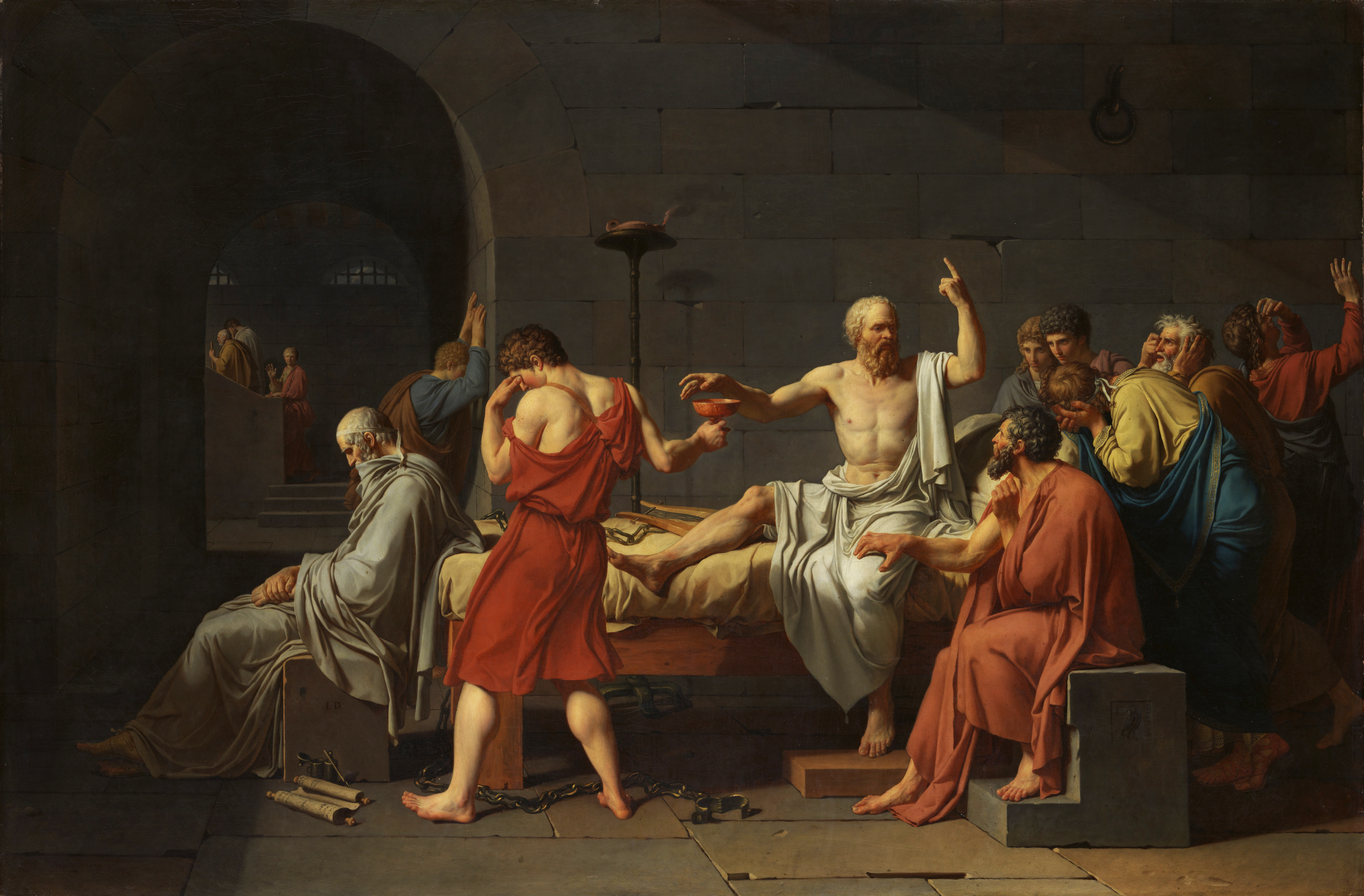
Sokrates död av Jacques-Louis David

- 15 februari – Sokrates, grekisk filosof (avrättad genom att dricka gift; född cirka 470 f.Kr.)
- Amyrtaios, farao av Egypten
- Archelaios I, kung av Makedonien sedan 413 f.Kr.